# 친랜드
친랜드(Chinland)는 미얀마 친주의 미조인과 친족이 미얀마로부터 자치를 선언한 자치체이다. 미조어나 친어 명칭은 친람(Chinram)이다.

## 같이 보기
- 와방